# M'Hammed Ould Ali
M'Hammed Ould Ali fou emir de Trarza vers 1800 succeint al seu cosí Amar III Ould Mokhtar Ould Kumba que suposadament havia mort sense fills majors d'edat. Era encara bastant jove, i no podia exercir com emir, però era presumiblement l'únic hereu legitim o almenys l'únic proper a l'edat i fou proclamat sota la tutela del seu parent Amar (IV) Ould Mokhtar Ould Cherqi; aquest era net de Cherqi el segon fill d'Ali Chandora Ould Haddi, representant la branca menor de la casa d'emirs de Trarza.
M'Hammed va arribar a la majoria d'edat vers el 1803 o 1804, però el regent Amar es va negar a deixar la seva posició i va voler conservar el poder. Això va provocar l'esclat de la guerra el 1805, iniciant un període de lluites de més de vint anys (1805-1827) fins a la mort de M'Hammed i el reconeixement definitiu d'Amar IV com a emir. M'Hammed fou conegut localment com a Oui Sidi Ali (El fill del senyor Ali) per la costum dels maures d'anomenar així als notables, especialment si eren fills d'un personatge important (en la conversa el Oui -fill- desapareixia fàcilment i sovint s'esmentava com Sidi Ali). No és clar quina era la majoria d'edat però sembla que M'Hammed ja tenia més de 30 anys vers el 1816.
Després d'uns anys de lluita M'Hammed va anar al Galam, buscant suports. El seguien alguns guerrers fidels i alguns prínceps descontents amb Amar (IV). Aquest s'havia fer nomenat marabut per guanyar suports. En els primers atacs de M'Hammed la victòria el va somriure i els seus partidaris es van duplicar passant a ser uns 300 guerrers. Amar llavors va enfrontar a aquests guerrers i els va perseguir cap a la costa; els va atrapar però l'atac fou rebutjat i llavors va decidir bloquejar-los. Un grup de seguidors d'Amar es va introduir al campament de M'Hammed, i van matar sis guerrers retornant al campament dels assetjants, que eren uns 400 (més 800 tributaris i esclaus). Amar va demanar ajut a l'emir de Brakna que li va enviar dos mil guerrers, però M'Hammed va atacar als braknes abans d'arribar, i com que van tenir moltes baixes (unes 80) es van retirar per manca de ganes de lluitar; llavors van atacar també als assetjants i es va lliurar una gran batalla en la qual M'hammed va estar a punt de guanyar però finalment la superioritat dels enemics es va imposar. M'Hammed va fugir al desert deixant a la seva esposa en poder d'Amar, que li va oferir acollir-la, el que fou rebutjat per la princesa. Això hauria estat vers el 1816 o 1817.
El gener del 1817 els francesos tornaven a dominar la colònia del Senegal. La política expansionista provocaria males relacions amb l'emir Amar IV. El coronel Julien Schmaltz, primer governador francès després de la recuperació del Senegal, va reunir les tropes del brak, del pretendent M'Hammed Ould Ali i dels prínceps djolofs i els va donar armes i municions. El 15 de novembre de 1819 es va signar un tractat d'aliança entre M'hammed (qualificat al tractat com « héritier légitime de la couronne des Trarzas »), i els caps del Waalo que operaven en nom del brak; les dues parts unien els seus esforços contra Amar IV. M'Hammed renunciava a tota pretensió sobre el Waalo i sobre la riba esquerra, s'obligava a castigar els saquejadors i a respectar els establiments francesos; els habitants del Waalo conservaven la propietat de les terres que tinguessin a la riba dreta.
En resposta al tractat de 15 de novembre els trarzes, els braknes i els seus aliats fulbe-tuculor de Futa Toro, van reunir forces i van envair el Waalo (1821) però els aliats (amb suport de tropes franceses enviades a correcuita) els van rebutjar. El 7 de juny de 1821 es va signar un tractat de pau entre França i l'emir Amar IV.
Mohammed Fal Ould Amir Ould Cherqi Ould Ali Chandora, guerrer important dels Oulad Ahmed ben Daman, cosí-germà però enemic de l'emir Amar IV, fou assassinat a Portendick pel fill gran d'Amar IV, Brahim Oualid, el 1822. Amir, pare de l'assassinat, es va passar al bàndol de M'hammed i amb ajut econòmic francès i contingents negres va atacar a l'emir Amar a Tivourvourt, el va derrotar i li va matar dos fills: Brahim Oualid, l'assassí, i Ali Khamlich.
Els Trarza es van dividir aleshores: una gran part dels Oulad Daman i dels Oulad Ahmed ben Daman van seguir fidels a Amar i van nomaditzar l'Alt Trarza. La resta es van passar a M'hammed Ould Ali. Aquest dirigia els campaments de la riba dreta i mantenia els seus compromisos amb els francesos i amb els aliats djolof (wòlofs). Mentre els francesos van autoritzar el 20 de març de 1823 la creació d'una posició militar a Portendick per oposar-se als britànics que pretenien establir-se al lloc; però davant la possibilitat d'iniciar noves guerres, el governador del Senegal finalment va desistir de fer efectiu aquest projecte.
Els francesos estaven interessats a mantenir la situació de dos emirs però no van deixar d'intentar la reobertura de l'escala de Desert on s'hauria de portar la goma en lloc de Portendick; també van negociar per reglamentar els drets de duana i establir la seguretat del Waalo.
El 1827 M'Hammed va morir en un enfrontament amb els Oulad Agchar, fidels a l'emir. Amar IV fou llavors reconegut per tots. El seu fill Mokhtar Ould M'Hammed va fer submissió el 1828, però després fou acusat a Saint Louis del Senegal d'un crim (en un atac de les seves forces) i els francesos el van arrestar, jutjar i afusellar el 19 de desembre de 1832. Un fill menor d'edat de l'afusellat, M'hammed ould Mokhtar ould M'hammed, es va fer marabut i va viure i morir amb les tribus marabútiques dels Ichouganen (Tendgha).